# Scrapbooking

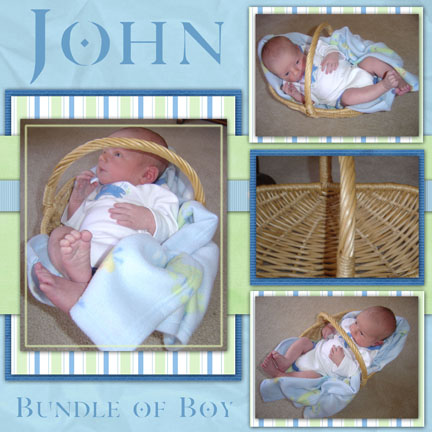
Pàgina d'scrap

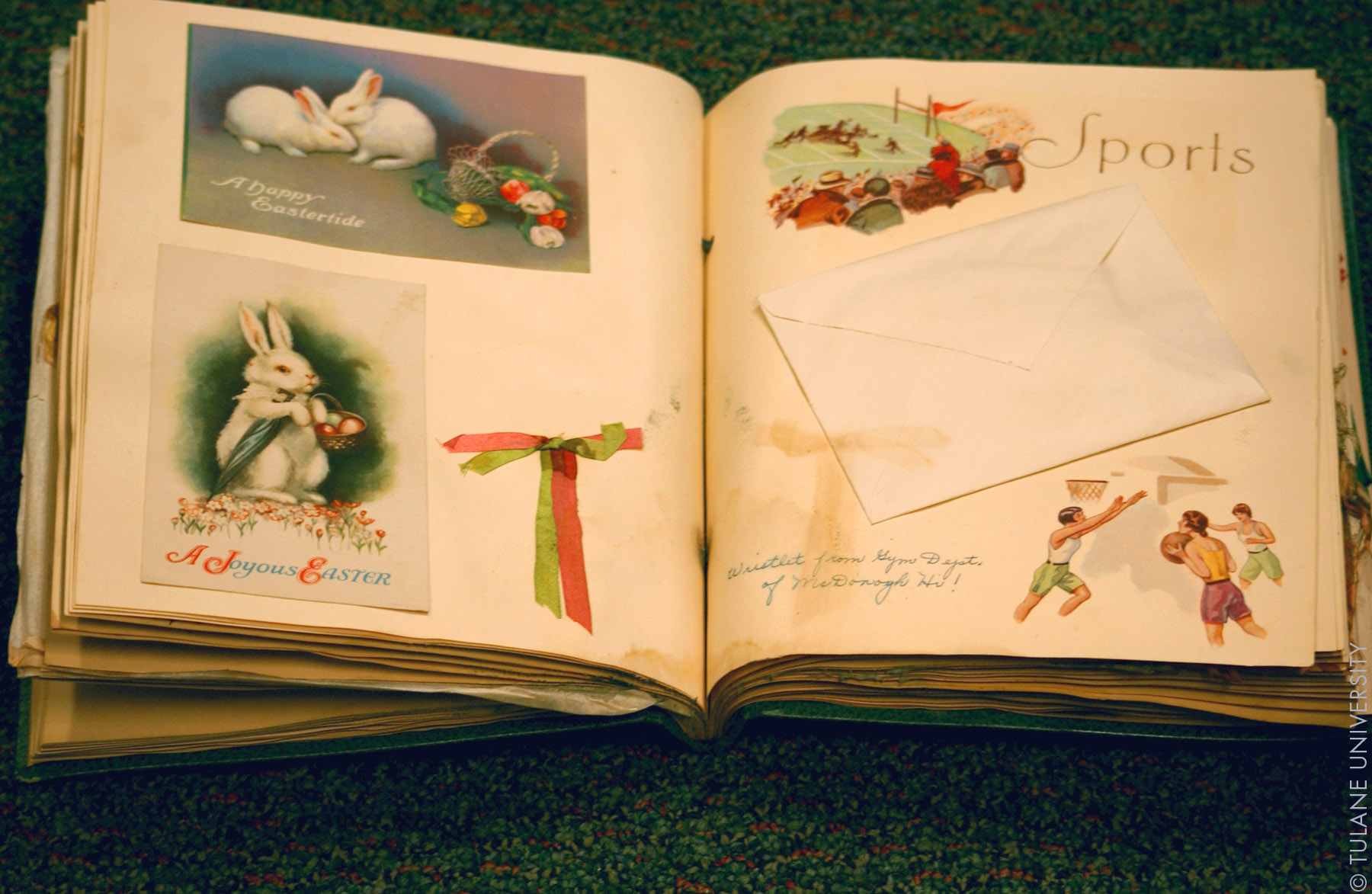
Un scrapbook vintage

L'scrapbooking és un mètode per conservar històries personals i familiars en forma de fotografies, mitjans de comunicació impresos, i records en àlbums decorats. L'scrapbook és el terme anglès per definir un llibre de retalls, és a dir, els àlbums fets amb imatges, dibuixos, textos, retalls de diaris o fotografies, i que acaben constituint molt sovint una mena de dietari Il·lustrat.
La tècnica de l'scrapbooking comporta multitud de processos similars al collage, com retallar o enganxar, a més de l'escriptura o el dibuix directament sobre les planes de l'àlbum. Aquesta activitat s'aplica també a cartes, poemes, calendaris o invitacions, per exemple. Es poden emprar diferents materials, com ara adhesius, botons, cintes, papers especials, flors seques o rebladures. Es poden generar composicions de diversos estils, des del més recarregat fins al més senzill, i amb intencions diverses, des de la bucòlica a la terrorífica.
Aquest hobby aconsegueix captar cada dia més adeptes. Només als Estats Units s'estima que existeixen més de 25 milions d'aficionats. De fet, és en aquest país on més arrelament i desenvolupament està tenint. Des d'inicis del segle XXI ha tingut un fort arrelament també a Europa, tot i que va ser en aquest continent on va iniciar-se la recopilació de records en forma d'àlbum diversos segles enrere.
Els seguidors del scrapbooking es coneixen com a "scrapbookers" o “scrapers”. Existeixen multitud de tallers d'ensenyament, fòrums on compartir idees i publicacions de tota classe. Part del seu èxit actual és degut a l'aparició d'un gran nombre d'empreses especialitzades en els accessoris d'aquesta activitat, com papers amb trames i colors, plantilles, adhesius, maquinetes per encunyar, i una infinitat de productes més, i a l'aparició d'influencers directament esponsoritzades per aquestes empreses, amb una intensa activitat a les xarxes socials.

## Orígens de l'scrapbooking
La idea de desar materials impresos d'interès personal comença amb la popularització de la impressió al segle xviii, i s'hi incorpora la fotografia a l'scrapbooking amb l'aparició dels mitjans de comunicació de masses Il·lustrats a mitjans del segle xix i la popularització de la fotografia familiar al tombant del segle xx. Amb l'arribada dels diaris a preu assequible, els àlbums de records van estar disponibles per a una varietat més àmplia de gent.
A principis del s. XV, els “llibres de tòpics”, populars a Anglaterra, van sorgir com a manera de compilar informació que incloïa receptes, cites, cartes, poemes i més. Cada llibre de tòpics era únic dels interessos particulars del seu creador. Els àlbums d'amistat es van fer populars al s. XVI. Aquests àlbums s'utilitzaven molt com els anuaris d'avui dia, on els amics o els patrocinadors hi escrivien els seus noms, títols i texts curts o il·lustracions a instàncies del propietari de l'àlbum. Aquests àlbums es creaven sovint com a records de gires europees i contenien records locals incloent-hi escuts d'armes o obres d'art per encàrrec d'artistes locals. A principis del 1570, es va posar de moda incorporar teles pintades que descrivien escenes populars com vestits venecians o escenes de Carnaval. El 1775, James Granger publicava una història d'Anglaterra amb unes quantes pàgines en blanc al final del llibre. Les pàgines estaven dissenyades per permetre al propietari del llibre personalitzar el llibre amb el seu propi record. La pràctica de deixar pàgines per personalitzar al final dels llibres es va conèixer amb el nom de grangerizing. L'exemple més conegut és el de Thomas Jefferson. El president nord-americà va guardar i va reunir en àlbums retalls de diaris durant el temps que va durar el seu mandat a la Casa Blanca (1801-1809). Aquesta pràctica es va popularitzar i moltes persones van començar a col·leccionar articles de diaris, dibuixos i altres records que agrupaven en un àlbum. En aquest mateix període van començar a comercialitzar-se àlbums més elaborats, amb cobertes més elaborades i, fins i tot, amb tanques amb clau. A més, va ser l'inici de la creació dels diaris personals i els àlbums de l'amistat. Els àlbums d'amistat i els anuaris escolars van permetre a les noies dels segles xviii i xix una sortida a través de la qual compartir les seves habilitats i tècniques literàries, i els va donar una oportunitat de documentar el seu propi record personalitzat, cosa que fins aleshores no havien tingut a disposició.
John Poole va publicar el 1826 el Manuscript Gleanings and Literary Scrapbook. L'obra pretenia ser un manual de com exhibir poemes, entrades d'un diari personal i altres "scraps" (retalls). La invenció del daguerreotip el 1839, pas previ a l'aparició de la fotografia, marcarà un abans i un després en l'art del Scrapbooking. L'arribada de fotografia moderna començava amb la primera fotografia permanent creada per Joseph Nicéphore Niépce el mateix 1826. La fotografia es convertia en un mitjà disponible per a un gran sector de la població amb la invenció de les fotografies de paper de George Eastman a finals dels anys 1880 i la producció en sèrie de la Kodak Brownie, una càmera dissenyada per ser simple i barata, el 1900. Això va permetre a la població mitjana començar a incorporar fotografies als seus àlbums.
Els àlbums de retalls antics tendien a tenir fotos muntades amb cantoneres i anotacions de qui hi havia en una foto o on i quan havia estat presa. Sovint incloïen alguns records com ara retalls de diari, cartes, etc. L'escriptor americà Mark Twain es va convertir en un entusiasta de l'scrapbooking creant nombrosos àlbums personals, que va arribar a vendre per un valor de 50.000 dòlars.

## Tècniques
Practicar Scrapbooking és practicar al mateix temps multitud d'altres treballs manuals tan diversos com l'estampació i l'encunyament, i de totes les dificultats que van des de la més senzilla com el simple retall de figures fins a la més complicada com el repussat. Tanmateix, l'ús d'unes o d'altres depèn en gran part del resultat final que es pretengui obtenir i dels materials dels que es disposi. Cal tenir en compte una organització i disseny lògics perquè no resulti una composició difícil d'entendre, però altres opcions també sòn possibles. Un llibre de retalls es pot basar en idees simples com seguir un ordre cronològic o organitzar-se segons una temàtica concreta: un interès personal, amics, família, festes, etc.
Les fotografies es poden col·locar simplement amb marcs o bé esquinçades o retallades en zig-zag o altres formes. Altres procediments més complexos són crear composicions de mosaics, espirals o figures geomètriques a partir de diverses fotografies. L'ús del color i els elements decoratius són essencials en el resultat final. Però el realment important són les imatges i, per tant, aquestes han de ser les protagonistes de l'àlbum i la història que es vulgui explicar. Un bon mètode és incloure etiquetes o petits paràgrafs que descriguin breument el contingut de la fotografia a la que acompanyen. Les tècniques més emprades són retallar i enganxar, l'esquinçat, l'encunyament, l'estampació, la texturització, el repussat, la col·locació de rebladures i traus, la costura, la confecció d'etiquetes i l'estergit.

## ElJournaling(o Crònica)
A banda del recull de fotografies, entrades, postals, i altres records, el journaling és sovint un element de principi en els àlbums d'scrapbooking moderns. El journaling és el text que descriu, explica, o accentua les fotografies en una pàgina d'àlbum. El journaling contemporani pot ser de moltes maneres; reflexiu i amb història, amb un to informatiu, o simplement ser una llista de paraules. El journaling també pot incloure lletres de cançó, citacions, i poemes. El valor del journaling és en el fet que proporcioni una relació d'històries familiars que altrament podrien no conservar-se. Molts consideren el journaling un dels elements més importants de qualsevol scrapbook. El journaling és una elecció personal i pot descriure l'esdeveniment, les fotografies, o relacionar sentiments i emocions. El journaling manuscrit és considerat millor per alguns scrapbookers que veuen la lletra com un bé valuós per a la posteritat, però molta gent escriu el journaling a l'ordinador i l'imprimeix sobre una superfície que pot ser pergamí, cintes o papers especials.

## Materials
En els materials de scrapbooking el més important és l'àlbum mateix, que pot estar enquadernat permanentment o ser pensat per a la inserció de noves pàgines amb un sistema d'anelles. Una possibilitat, practicada per exemple pel conegut escriptor nord-americà David Sedaris, és fer servir simplement un sistema de relligat de fulls solts, com pot ser en el seu cas el sistema plàstic per relligar dossiers. Hi ha altres formats, com mini àlbums i àlbums amb plec o amb estil d'acordions.
En scrapbooking modern gran part dels àlbums són amb pàgines de 12 polzades (30 cm) o mida de carta dels EUA (8.5 per 11 polzades) o A4 (210 per 297 mm)). Últimament, els àlbums més petits, anomenats mini àlbums (MA) són molt populars. Els formats nous més comuns són 6, 7, o 8 polzades (15, 17.5, o 20 cm).
L'activitat del Scrapbooking és tan àmplia com ho és la pròpia imaginació, per la qual cosa no existeix cap mena de restricció a l'hora d'emprar un tipus de material, tret que sigui de qualitat arxivística. Els materials bàsics inclouen papers de fons (paper imprès) i paper tipus cartolina (cardstock), cantoneres per foto (o altres mitjans per enganxar fotos com punts adhesius, cinta de doble cara, o cola lliure d'àcid), tisores, tisores amb formes, cúter, cola, perforadores, una guillotina de paper, bolígrafs per a journaling, sedes, cintes, adhesius, adhesius 3D o strass, traus i rebladures, tinta, retoladors, purpurines... Els dissenys més elaborats exigeixen més eines especialitzades com plantilles de tall, segells de goma, encunyadores, eines per tintes, i màquines de tall.
Els diversos accessoris decoratius, anomenats en anglès "embellishments", inclouen adhesius, segells, traus, elements d'aglomerat de fusta o cartró en diverses formes, lletres d'alfabet, cintes, filferro, teles... L'ús de màquines de tall és també cada vegada més popular, i en els darrers anys han aparegut al mercat un gran nombre de màquines de tall electròniques que són de fet plotters de tall. Els scrappers poden així usar el seu ordinador per crear qualsevol forma o font.
És important per molts scrappers protegir les seves pàgines amb protectors de pàgina segurs. Un dels components clau de scrapbooking modern és la qualitat arxivística dels subministraments. Dissenyats per conservar fotografies i journaling en el seu estat original, els materials utilitzats per la majoria dels scrapbookers són d'una qualitat més alta que aquells de molts àlbums de foto típics comercialment disponibles. Els Scrappers insisteixen en l'ús de materials sense àcid, com els papers, o tintes i pols per a relleu sense lignina. També utilitzen tintes amb base de pigment, que són resistents al pas del temps, de secat ràpid i sovint impermeables.

## Diccionari del scrapbooking
La majoria de termes del scrapbooking són en anglès i són els termes emprats internacionalment en qualsevol llengua.
- Cropping: reunir-se en una casa, botiga o convenció per fer scrapbooking. Aquest esdeveniment s'anomena una crop. Cada persona aporta els seus propis materials per crear pàgines mentre es reuneix amb altres scrapbookers.
- Sense àcid: Materials sense àcid que tenen un equilibri de pH de 7.0 o més. Molts papers es consideren sense àcids pels seus fabricants. Tanmateix, llevat que s'hagin tractat amb un agent que neutralitzi les reaccions químiques de les substàncies que s'utilitzen per dimensionar o blanquejar els papers es tornen àcids gradualment. Tot el plàstic per la seva natura és sense àcid, però alguns plàstics són perillosos per a l'ús en àlbums de fotos.
- El paper sense lignina no conté una substància natural de la fusta que fa que el paper lentament es torni un producte acídic. Utilitzar papers amb lignina no és aconsellable per a scrapbooking.
- Records: es refereix a elements que ajuden a recrear les memòries. Els exemples podrien incloure programes, butlletes d'entrades, postals, invitacions, premis, pamflets, etc.
- Els embellishments es refereixen a elements utilitzats per decorar la presentació. Els embellishments poden incloure elements com adhesius, flors artificials, fibra, cinta, traus, marcs de metall petits, etc.
- Els rub-ons són accents decoratius que es poden incloure en una pàgina d'àlbum. S'utilitzen d'una manera similar a adhesius, però tenen l'avantatge de tenir un fons gairebé transparent, eliminant la silueta d'adhesius típica. Els rub-ons són típicament adherits utilitzant una plegadora d'os.
- El pergamí: un tipus de paper transparent que pot ser per enquadrar fotografies o journalings especialment pertinents. És un tipus de paper comunament utilitzat en àlbums.
- Perforadores, disponibles en una varietat de formes, són utilitzades per decorar i donar forma al paper. Es poden utilitzar per a coses com cantonades d'arrodoniment, creant paperets, i poden ser addicions petites, significatives a qualsevol pàgina d'àlbum.
- Equip de Disseny: una ullada ràpida per internet, pels llocs de scrapbooking, fòrums i negocis connectats amb el scrapbooking us mostra l'abundància de grups de disseny petits anomenats equips de disseny.
- Scraplifting: Aquest terme es refereix a imitar la idea d'una presentació o disseny i modificar-lo.

## Scrapbooking Digital
L'arribada dels escàner i els programes de composició de pàgines i opcions d'impressió avançades fan que sigui relativament fàcil crear presentacions professionals en forma digital. Internet permet als scrapbookers autopublicat els seus treballs. Els àlbums que són completament digitals s'anomenen “àlbums de scrapbooking digitals” o “computer scrapbook”.
Tot i que algunes persones prefereixen les pàgines físiques de scrapbooking, l'scrapbooking digital ha crescut en popularitat des dels anys 2010. Alguns dels seus avantatges inclouen: una gran varietat de materials, menys impacte en el medi ambient, estalvi de costos, la possibilitat d'enviar pàgines a Internet gairebé immediatament, i el programari d'edició per utilitzar la imatge per experimentar amb els elements de la pàgina processats de diverses maneres, sense fer ajustaments. Així com una pàgina física només es pot estripar una vegada i no es pot restaurar mai en la seva firma original, un document digital pot esquinçar-se i “desestripar-lo” amb facilitat, permetent a l'àlbum mirar un intent diferent sense malgastar subministraments.
Quan es crea una presentació digital, és de la mateixa manera que la presentació tradicional, ja que es posen capes de papers, imatges i articles. Alguns d'aquests àlbums digitals són disponibles en llocs d'internet específics, i inclouen una gran varietat de fons de pantalla i fons per ajudar els usuaris a crear una experiència visual rica. Cada paper, foto o embelliment existeix en la seva pròpia capa del document i es poden moure a voluntat per fer la composició. A més, el llibre de notes digital no es limita a les instal·lacions d'emmagatzematge i visualització digitals. Molts raspadors digitals imprimeixen les seves presentacions per acabar emmagatzemats en llibres de retalls físics.
Els primers àlbums digitals es van crear a partir de fotos digitals penjades a un lloc extern. Gradualment es va convertir en una plantilla de programari que es descarrega a l'ordinador com a imatges organitzades i va ajudar a crear l'àlbum digital a l'ordinador personal. Amb l'augment de les funcions del Web 2.0, el scrapbooking digital es va desplaçar al núvol i fa servir programari en línia per evitar la molèstia d'haver de descarregar i instal·lar programari de PC.
L'scrapbooking digital ha avançat fins al punt que es poden fer presentacions d'àlbums completament en línia mitjançant un programari basat en web. La presentació es pot descarregar per compartir fitxers JPEG de baixa resolució al web o JPEG d'alta resolució per imprimir.